# Les Exploits de Yoyo
Les Exploits de Yoyo est une série de bande dessinée d'aventure humoristique française dessinée par Frank Le Gall et scénarisée par Yann. Publiée dans le mensuel Circus de juin 1985 à août 1987, elle a été reprise en albums chez Glénat en 1986 (La Lune noire) et 1987 (Les Sirènes de Wall Street).
La série suit les aventures d'Éve de Grimaldi, héritière à 7 ans d'une grande fortune, et de son protecteur Yoyo. Malgré sa brièveté, Yoyo est l'une des séries qui ont contribué à faire de Yann l'un des scénaristes majeurs des années 1980. Yoyo marque également l'émergence de Le Gall, qui crée parallèlement sa série-phare Théodore Poussin. 

## Documentation
- Patrick Gaumer, « Yoyo », dans Dictionnaire mondial de la BD, Paris, Larousse, 2010 (ISBN 9782035843319), p. 930-1.